# Yuko
Yuko (有效) é o termo que expressa, no contexto do judô, um golpe que equivale a um terço da pontuação máxima e caracteriza-se quando o oponente cai de lado durante a disputa. No caratê, é qualquer golpe de mão, permitido pelo regulamento da WKF ou de entidades a ela filiadas, que atinja o oponente em pé, nas regiões chudan (peito, abdome, costas ou laterais do tronco) ou jyodan (de modo controlado, na cabeça e no pescoço), nos termos do regulamento. O valor do yuko do caratê é o mesmo do judô: um terço de um ippon (no caso, yuko vale 1 ponto e ippon vale 3).